# Rheumaptera corporaali
Rheumaptera corporaali là một loài bướm đêm trong họ Geometridae.